# IAMSOUND Records
IAMSOUND Records é uma gravadora independente criada no ano de 2006, em Los Angeles, Estados Unidos. Ela era inicialmente parte de um projeto da Worlds End Management, uma das maiores companhias produtoras da América.

## Artistas[2]
IAMSOUND Records já produziu discos para artista tais quais como:
- The Black Ghosts
- Suckers
- Telepathe
- Little Boots
- Sunny Day Sets Fire
- Cut Off Your Hands
- Florence and the Machine
- Get Shakes
- Men Women & Children
- Nico Vega
- The Slips
- Fool's Gold
- Charli xcx